# فرودگاه کیتیمت
 فرودگاه کیتیمت (به انگلیسی: Kitimat Airport) یک فرودگاه همگانی است . این فرودگاه در کشور کانادا قرار دارد و در ارتفاع ۷۶ متری از سطح دریا واقع شده است.